# Новая Атлантида
«Новая Атлантида» (англ. New Atlantis) — книга английского философа и политика Фрэнсиса Бэкона, оставшаяся незаконченной. Впервые опубликована в 1627 году, после смерти автора. Представляет собой утопическую повесть, рассказывающую об острове Бенсалем, которым управляет учёный орден «Дом Соломона». Этот орден стал прообразом ряда научных обществ и академий Европы.

## Создание
Фрэнсис Бэкон написал «Новую Атлантиду» примерно в 1623 году и вскоре после этого «для пользы других народов» перевёл её на латынь. На момент смерти автора (9 апреля 1626 года) это произведение оставалось незаконченным, но в 1627 году всё же было опубликовано его душеприказчиком Уильямом Роули.
Исследователи отмечают, что многие идеи, воплощённые в «Новой Атлантиде», Бэкон обдумывал всю свою жизнь. Некоторые из них были сформулированы впервые в пьесе 1594 года.

## Содержание
«Новая Атлантида» представляет собой описание вымышленного государства Бенсалем, расположенного на острове в Тихом океане. С точки зрения общественного устройства эта реальность имеет основные черты современной Бэкону Англии: автор пишет о сословном обществе с правом собственности и масштабным расслоением. Политический строй Бенсалема Бэкон характеризует как «мудрый порядок», установленный благодаря просвещённому монарху. Последний правит совместно с «сенатом» (парламентом), многие важные посты в государстве занимают представители христианской церкви.
Особое внимание Бэкон уделяет «Дому Соломона» — научно-технологическому институту, независимому от бенсалемских властей, который ведёт исследования, организует производство в самых разных отраслях экономики.

## Значение
«Новая Атлантида» стала продолжением утопической традиции в английской литературе, которую основал столетием ранее Томас Мор. Бэкон здесь цитирует «Утопию», не называя её, и цитирует диалоги Платона об Атлантиде, отсылка к которым содержится в названии. В течение 30 лет после публикации «Новой Атлантиды» вышли три её продолжения — «Макария» Гартлиба, «Новая Атлантида, продолженная Р. Х., эсквайром» (предположительно её написал Ричард Хоукинс) и «Продолжение Новой Атлантиды» Джозефа Гленвилла.
В своей книге Бэкон предвидел будущие открытия и изобретения, предсказал появление авиации, телефонной связи, подводного флота и других технологий, из-за чего его называют основателем жанра научной фантастики. Идея самостоятельного научного института, воплощённая в «Доме Соломона», предвосхитила европейские академии наук (создатели Лондонского королевского общества по развитию знаний о природе открыто называли себя последователями Бэкона). Под влиянием этой идеи создавал «Робинзона Крузо» Даниэль Дефо, Джонатан Свифт пародировал «Новую Атлантиду», изображая государство Лапуту, а Жюль Верн заново разработал этот сюжет в романе «Таинственный остров».